# Azurina intercrusma
Azurina intercrusma là một loài cá biển thuộc chi Azurina trong họ Cá thia. Loài này được mô tả lần đầu tiên vào năm 1917.

## Từ nguyên
Tiền tố inter trong tiếng Latinh có nghĩa là "ở giữa, trong số", không rõ hàm ý, còn crusma là danh pháp của Chromis crusma, đề cập đến sự tương đồng giữa hai loài cá này.

## Phân loại học
A. intercrusma ban đầu được xếp vào chi Chromis, nhưng dựa trên bằng chứng di truyền, loài này đã được chuyển sang chi Azurina.

## Phạm vi phân bố và môi trường sống
A. intercrusma được tìm thấy từ Ecuador trải dài đến Chile. A. intercrusma sống tập trung gần những rạn đá ngầm ở độ sâu khoảng từ 5 đến 35 m.

## Mô tả
Chiều dài cơ thể tối đa được ghi nhận ở A. intercrusma là 29 cm. Cơ thể màu xanh lam xám, nhạt màu hơn ở bụng. Các vây màu xám sẫm. Cá con có màu xám, gốc vây ngực màu đen, rìa vây lưng, vây bụng và vây hậu môn, cũng như hai thùy vây đuôi có dải viền màu xanh óng.
Số gai ở vây lưng: 12; Số tia vây ở vây lưng: 13–15; Số gai ở vây hậu môn: 2; Số tia vây ở vây hậu môn: 13–14; Số gai ở vây bụng: 1; Số tia vây ở vây bụng: 5; Số tia vây ở vây ngực: 19–21; Số vảy đường bên: 20–21; Số lược mang: 29–33.

## Sinh thái học
Thức ăn của A. intercrusma là những sinh vật phù du. Cá đực có tập tính bảo vệ và chăm sóc trứng.